# Шикачик конголезький
Шика́чик конголезький (Ceblepyris graueri) — вид горобцеподібних птахів родини личинкоїдових (Campephagidae). Ендемік Демократичної Республіки Конго. Вид названий на честь австрійського орнітолога і колекціонера Рудольфа Грауера.

## Поширення і екологія
Конголезькі шикачики живуть у вологих гірських тропічних лісах на сході країни. Зустрічаються на висоті від 1150 до 1900 м над рівнем моря. Живляться безхребетними, переважно гусінню.

## Збереження
МСОП класифікує цей вид як такий, що не потребує особливих заходів зі збереження. За оцінками дослідників, популяція конголезьких шикачиків становить від 10 до 20 тисяч птахів. Це досить рідкісний вид, якому може загрожувати знищення природного середовища.